# Tamer Karadağlı
Pour les articles homonymes, voir Tamer.
Tamer Karadağlı, né à Ankara le 24 mars 1967 est un acteur turc. Il a joué avec de grandes personnalités dont Azra Akın élue Miss Monde 2002.

## Filmographie
- Ah Kalbim- 2009
- Son Ağa - 2008
- Kiralık Oda - 2008
- Bayrampaşa: Ben Fazla Kalmayacağım - 2007
- Fedai - 2007
- Living & Dying - 2007
- Hayatım Sana Feda - 2006
- Arka Sokaklar - 2006
- Beyza'nın Kadınları - 2005
- Şans Kapıyı Kırınca - 2005
- Yağmur Zamanı - 2004
- Bir Tutam Baharat - 2003
- En Son Babalar Duyar (dizi) - 2002
- Çocuklar Duymasın - 2001
- Nasıl Evde Kaldım - 2001
- Artık Sevmeyeceğim - 2000
- Sarı Evin Esrarı - 2000
- Şaşı Felek Çıkmazı - 2000
- Demir Leblebi - 1999
- Babam Olur musun? - 1999
- Ferhunde Hanımlar - 1993

Doublage
- Sanatçı, seslendirme camiasında George Clooney'in özdeşleşen sesi olarak tanınır
- Ocean's Eleven - George Clooney
- Batman ve Robin - George Clooney
- Intolerable Cruelty (Dayanılmaz Zulüm) - George Clooney
- Burn After Reading (Aramızda Casus Var) - George Clooney
- Michael Clayton (Avukat) - George Clooney
- Solaris - George Clooney
- Reservoir Dogs (Rezervuar Köpekleri) - Michael Madsen
- Original Sin (Günahkar) - Antonio Banderas
- Dragonfly (Sonsuz Aşk) - Kevin Costner
- Bodyguard - Kevin Costner
- Godfather (Baba) TRT dublajında Al Pacino
- İyi, Kötü ve Çirkin vcdde Clint Eastwood